# Länsväg O 2025
Länsväg O 2025 är en övrig länsväg i Sverige som går mellan Ström i Lilla Edets kommun och Vänersborg i Vänersborgs kommun. I söder ansluter väggen till Länsväg 167 och i norr till Länsväg O 2026.
Väggen är till större delen small, krokig och saknar mittlinje.

## Korsningar och anslutningar
|  | Nr | Namn | Skyltning                                               |
|  | -- | ---- | ------------------------------------------------------- |
|  |    |      | 167 mot Ljungskile, Lilla Edet 625 mot Kungälv          |
|  |    |      | 2039 mot Hjärtum                                        |
|  |    |      | 668 mot Vassbo                                          |
|  |    |      | 2025 Vänersborg, Trollhättan (väg 2025 svänger)         |
|  |    |      | 2027 mot Öresjö, Trollhättan                            |
|  |    |      | Planskild korsning med Norge/Vänerbanan                 |
|  |    |      | 2028 mot Trestad center, Trollhättan (väg 2025 svänger) |
|  |    |      | 2025 Vänersborg, 2028 Trollhättan                       |
|  |    |      | 2026 Vänersborg, Trollhättan                            |